# Puig de ses Bassetes
Puig de ses Bassetes är en bergstopp i Spanien.   Den ligger i regionen Balearerna, i den östra delen av landet, 600 km öster om huvudstaden Madrid. Toppen på Puig de ses Bassetes är 1 212 meter över havet, eller 81 meter över den omgivande terrängen. Bredden vid basen är 0,47 km. Puig de ses Bassetes ligger på ön Mallorca.
Terrängen runt Puig de ses Bassetes är huvudsakligen kuperad, men västerut är den bergig.Runt Puig de ses Bassetes är det ganska tätbefolkat, med 214 invånare per kvadratkilometer. Närmaste större samhälle är Inca, 10,4 km sydost om Puig de ses Bassetes. 